# Trawniki (województwo małopolskie)
Trawniki – wieś w Polsce położona w województwie małopolskim, w powiecie bocheńskim, w gminie Drwinia.
W latach 1975–1998 miejscowość położona była w województwie krakowskim. W roku 2011 liczba mieszkańców wsi Trawniki wynosiła 85.